# Bow (personaggio)
Bow è un personaggio del cartone animato statunitense She-Ra, la principessa del potere del 1985. È stato doppiato in originale da George DiCenzo, mentre in Italia da Claudio Capone.  Nel reboot del 2018 She-Ra e le principesse guerriere è stato doppiato in originale da Marcus Scribner, mentre in Italia da Emanuele Ruzza.

## Biografia del personaggio
Bow fa parte della Grande ribellione, di cui è stato uno dei primissimi membri, nonché il primo amico e alleato che Adam troverà su Etheria per portarvi la Spada della Protezione per conto della Maga Sorceress.
Anche per tale ragione, molto spesso quando si allontana dal Bosco dei Sussurri, sede della Grande Ribellione, deve camuffarsi per evitare di essere riconosciuto dagli emissari di Hordak. Bow, come Glimmer, è una persona decisamente impetuosa, e spesso si lancia nella lotta senza pensare alle possibili conseguenze di ciò. È amico di Kowl presumibilmente da diversi anni, e hanno un amichevole rapporto di "amore-odio". In più occasioni Kowl ha espresso il proprio disprezzo nei confronti delle qualità canore e musicali dell'amico, a differenza della principessa Adora che sembra gradire le esibizioni di Bow.
Inoltre, il giovane arciere (dalle frecce "truccate" incredibilmente utili e variegate) agile e forte ha mostrato alcune volte di possedere buone doti da prestigiatore, facendo apparire oggetti dal nulla, o scomparendo egli stesso. Ma la sua abilità principale è decisamente la sua capacità di usare l'arco, con il quale riesce a colpire i propri obbiettivi anche a grandissimi distanze.
Bow ha inoltre un cavallo di nome Arrow.